# Jacob Savery

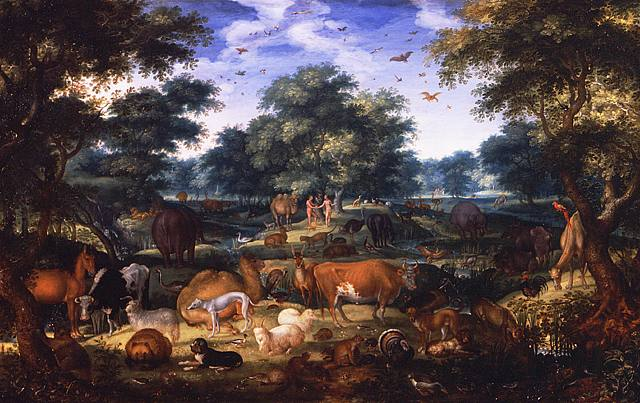
El jardín del Edén, 1601 (Colección Girardet, Kettwig).

Jacob Savery, a veces llamado "el Viejo" (Courtrai, 1565 - Ámsterdam, 1603), fue un pintor flamenco de la época manierista.
Hermano mayor de Roelandt Savery. Realizó el aprendizaje con Hans Bol en Amberes. Se inscribió como miembro de la guilda de pintores de Haarlem en 1587. En 1591 obtuvo la ciudadanía de Ámsterdam, donde volvió a coincidir con su maestro Hans Bol. Anteriormente había residido en Dordrecht. Tuvo un hijo, Jacob Savery II o el Joven (ca.1593-1627). Entre sus discípulos estaría Guilliam van Nieuwelandt. Murió en la epidemia de peste de 1603.
Fue autor de dibujos, miniaturas y pinturas de otros formatos, trabajando el paisaje, la pintura de animales y las escenas de género (kermesses) a la manera de Pieter Bruegel el Viejo. También estuvo influido por la Escuela de Frankenthal. Se le conoce como "el Maestro de los pequeños paisajes".